# Ommatius pauper
Ommatius pauper là một loài ruồi trong họ Asilidae. Ommatius pauper được Becker miêu tả năm 1925. Loài này phân bố ở miền Ấn Độ - Mã Lai.